# 전이중심 심리치료
전이중심심리치료(Transference focused psychotherapy, TFP)는 고도로 구조화된 2주 과정의 정신역동치료(paychodynamic treatment)로서, 오토 컨버그(Otto F. Kernberg)의 경계선성격장애(borderline personality disorder)의 대상관계모델(object relations model)에 기반을 두고 있다. 이 치료에서는 경계선성격구조(borderline personality organization, BPO)를 가진 사람을 자기(self)에 대한 내적 표상(internalized respresentation)과 정서적으로 영향을 주고 받는 '의미있는 타자(significant others)'에 대한 내적 표상이 화해되지 못하거나 대립하고 있는 것으로 보고 있다. 대립된 내적 대상 관계에 대한 방어는 타자는 물론 자기와도 안정치 못한 관계를 만든다. 자기, 타자, 관련된 정동(affect)에 대한 왜곡된 인지는, 이러한 것들이 치료사와의 관계 속에서 나타나면서(전이transference), 치료의 중심이 된다. 치료는 자기와 타자의 표상의 일부가 분리된 상태를 통합하는 것에 초점을 둔다. 그리고 이러한 왜곡된 인지를 끊임없이 연출하는 것이 변화기제로 보고 있다.
전이중심심리치료는 경계선성격장애에 효과적인 치료로 평가받아 왔으나, 이러한 평가에 대한 공고한 결론을 내릴 수 있도록 하는 연구는 극히 적었다. 전이중심심리치료는 경계선성격장애 치료에 유용한 치료법 중 하나이다. 그러나 전이중심심리치료, 변증법적 행동치료(dialectical behavior therapy), 수정정신역동지지적정신치료(modified psychodynamic supportive psychotherapy)를 비교하면, 전이중심심리치료만이 환자가 대인관계 속에서 환자가 자신을 생각하는 방법이 변화하는 것으로 보인다.

## 경계선성격장애
전이중심심리치료는 경계선성격장애 치료법이다. 환자들은 강렬한 정서, 격렬한 대인관계, 충동적인 행동을 특성으로 한다. 환경 자극에 대하여 높은 반응도를 보이기에, 이들은 극적이고 단발적인 기분 변화를 겪으며, 희열, 우울, 불안, 긴장 사이를 왔다갔다 한다. 또한 환자들은 견디기 힘든 공허감을 자주 겪어서 약물중독, 위험한 성 행동(risky sexual behavior), 통제 불가한 소비, 폭식 등과 같은 충동적이고 자해적인 행동들로 공허감을 채우려 한다. 게다가 환자들은 반복적인 자살 행동(suicidal behavior), 자살표시(suicidal gesture), 자살위협(suicidal threat)을 보인다. 스트레스가 강하면, 환자들은 일시적인 해리성 증상이나 편집성 증상을 보인다.

## 경계선성격의 이론적 모델
대상관계모델에 의하면, 정상적인 심리적 발달 과정에서, 타인과의 관계에 있어서의 한 개인의 정신적 견본(mental template) 혹은 대상표상(object representation)은 점진적으로 구분되고 통합되어 간다. 영아의 경험은, 처음에는 고통의 순간("나는 마음이 불편해서 누군가 나를 돌봐야 해")과 기쁨의 순간("나는 이제 누군가가 달래줘서 사랑받는다는 느낌이 들어")으로부터 짜여지다가, 타인과의 관계에 있어서의 정신적 견본을 점차 구분하고 통합하게 된다. 이렇게 표상이 점진적으로 성숙해짐으로써 선악이 혼재되어 있다는 현실을 깨닫게 되고, 한 개인에 대한 긍정적인 특질과 부정적인 특질은 통합되어 그 사람의 복잡하고 다면적인 표상이 된다.("지금 이 순간에는 그녀(엄마)가 날 돌보고 있지 않지만, 그녀는 나를 사랑하고 있으며 나중에 그렇게 해줄 걸 알고 있어") 이러한 표상의 통합은 자신과 타자에게 있는 양면성 가치, 차이, 모순대립을 견디게 해준다. 컨버그에 있어서, 자기와 타자의 표상의 구분과 통합의 정도는 감정적 수치(affective valence)에 따라서 성격 구조(personality organization)를 구성한다. 정상적인 성격구조에서 개인은 자기와 타자의 통합된 모델을 가지며, 자기개념(sense of self)을 유지하면서도 타인과 친숙해지는 능력, 그리고 개인의 정체성과 타인에 대한 인식에 있어서의 안정성과 지속성을 갖게 한다. 예를 들어, 이러한 개인들은 사랑하는 관계(loving relationship) 속에서 발생하는 싫어하는 느낌(hate feeling)을 내적갈등이나 타인의 인식에 있어서의 단절감(sense of discontinuity) 없이 견딜 수 있을 것이다. 반대로, 경계선성격장애는 자기와 타자 표상에서의 통합이 결여되어 있어, 분열(splitting), 투사적 동일시(projective identification), 해리(dissociation)와 같은 원초적인 방어기제(primitive defense mechanism), 자기와 타자를 일관적으로 바라보지 못하는 정체성혼란(identity diffusion), 내적 경험과 외적 경험 사이의 일관되지 못한 구분을 보이는 불안정한 현실 검증(reality testing)을 사용하게 된다. 스트레스 정도가 높아지면, 이들은 상황의 전체를 평가하지 못하며, 파국적이고 지극히 개인적인 방식으로 사건을 해석하게 된다. 이들은 타자의 행동에 있어서의 자발적 의도(intention)와 외부적 동기(motivation)를 구분하지 못하며, 따라서 모든 것을 위협이나 거절로만 인식한다. 따라서 자기와 타자에 대한 생각과 감정은 선악, 흑백, 모 아니면 도(all or nothing)라는 이분법적 경험으로 나뉜다.

## 목표
전이중심심리치료의 목표는 자살가능성과 자해 행동을 줄이고 행동 통제, 감정 절제, 만족스러운 대인관계, 인생의 목적 추구 능력을 배양하게 하는 것을 가능하게 한다. 이는 자기와 타자의 표상 통합의 발달, 원초적 방어 기제 작동의 수정, 내적 표상세계(representional world) 파편화를 영속시키는 정체성 혼란 해결을 통해 달성된다고 알려져 있다.

## 치료과정

### 계약
치료는 치료 계약(treatment contract)의 개발로 시작된다. 모든 내담자는 물론, 치료 경과를 방해할 수 있는 개인 내담자의 문제 구역(problem area)으로부터 발전된 특정 아이템에 적용하는 일반적 가이드라인으로 구성된다. 계약은 치료사의 책임도 포함한다. 내담자와 치료사는 치료가 진행되기 전에 치료계약 내용에 동의해야 한다.

### 치료과정
전이중심심리치료 과정은 다음과 같은 세 단계로 구성된다.
- 전이에서의 특정한 내적 대상 관계에 대한 진단적 서술
- 전이에서의 해당 자기 표상과 대상 표상의 진단적 동화(elaboration)와 전이/역전이(transference/countertransference)에서의 입법의 진단적 동화
- 분열된 자기 표상의 통합, 정체성혼란을 해결할 자기개념과 타자개념의 통합으로 이어짐

치료 첫 1년동안 전이중심심리치료는 문제의 위계체계(hierarchy of issues)에 집중한다.
- 자살행동과 자해행동의 견제
- 치료를 파괴하는 다양한 방식들
- 우세한 대상 관계 패턴의 동일시와 재현(통합되지 않고 구분되지 않은 정서와 자기 대상 및 타자 대상에서 한층 일관성 있는 전체로)

치료 과정에서 전이 분석은, 원초적 대상 관계(분열, 양극성)에서 진전된 대상 관계(복합, 구분, 통합)로의 변화를 이행하는 주요 매개체이다. 따라서 단기적 증상 치료에 초점을 맞추는 치료법과는 다르게, 전이중심심리치료는 증상 변화뿐 아니라 증상이라는 맥락에서의 성격 구조 변형을 유도하는 원대한 목표가 있다. 이를 위해, 내담자가 정서적으로 영향을 받은 이전 관계에서의 내적 표상들은, 치료사가 치료적 관계(therapeutic relationship) 안에서 이를 알게 되면서, 끊임없이 연출된다. 이것이 곧 전이이다. 규명, 대면, 연출의 기법은 환자와 치료사 간의 전이관계(transferece relationship)로 발전한 가운데에서 사용된다.
심리치료관계(psychotherapeutic relationship)에서 자기 표상과 대상 표상은 전이 속에서 활성화된다. 치료과정에서, 투사(projection)와 동일시(identification)가 이뤄진다. 저평가된 자기표상이 치료사에게 투사되면서, 내담자는 비판적인 태도의 대상 표상으로 동일시한다. 이러한 과정들은 분노나 두려움과 같은 정서적 경험으로 흔히 이어진다.
전이 과정에서 얻는 정보들은 다음과 같은 두 가지 이유에서 내담자 개인의 내면 세계로 직접 접촉할 수 있는 기회를 제공한다. 첫째, 치료사와 환자 모두 동시에 목격함으로써, 양자가 각각 인지한 현 실체를 그 자리에서 논의할 수 있다. 둘째, 두 사람이 인지한 실체는 감정이나 정서가 동반되는 반면, 내담자 개인의 내력을 시간 순서대로 이야기하는 것은 감정이 배제되어 있어 그다지 유익하지 않다.
전이중심심리치료는 심리치료 기간 동안 연출의 역할을 강조한다. 분열된 자기 표상과 타자 표상은 치료 과정에서 드러나면서, 파편화된 자기개념과 타자개념의 분리를 끊임없이 지지하는 이유들(공포나 불안 등)을 환자가 이해할 수 있도록 치료사가 도와준다. 이러한 이해는 치료관계 안에서의 강력한 정서 경험을 수반한다. 분열되거나 양극성의 자기개념과 타자개념을 통합하는 것은, 정서 조정의 원활화와 그로써 얻게 되는 사고의 명료화를 가능하게 하는, 한층 복잡하고 구분되어 있으면 현실에 부합하는 자기 개념과 타자 개념을 가져다준다. 따라서 분열된 표상이 통합되면서, 환자들은 균형감각이 있고 장기간 지속될 정체성과 대인관계에 있어서의 일관성이 증가되었음을 경험하게 된다. 따라서 공격적인 정서에 의해 압도되는 위험을 느끼지 않고, 친밀한 관계를 갖는 능력이 커지거나 자기파괴적 행위가 줄어들게 되거나 일상생활 기능(functioning)에 있어서 향상되는 모습을 보인다.

### 변화기제
전이중심심리치료에서, 변화 기제 가설은 컨버그의 경계선 성격 구조에 관한 발전 기반 이론에서 유래하는데, 이는 미통합 미구분 정서와 자기 표상 및 타자 표상이라는 측면에서 개념화된 것이다. 부분적인 자기 표상과 타자 표상은 대상관계양자(object relation dyads)라는 정신적 단위에서 정서에 의하여 배합되고 연결된다. 이 양자들은 심리적 구조의 요소이다. 경계선 병리 차원에서, 내적 대상관계양자의 통합이 이뤄지지 않으면, 분열성 심리적 구조로 이어져서, 온전히 부정적인 표상이 이상화된 긍정적인 자기표상 및 타자표상으로부터 분열되고 분리된다.(사람을 완전 선하거나 악한 사람으로만 구분하는 것) 전이심리중심치료를 받는 환자에게서의 전체적인 변화기제는 양극성 정서 상태와 자기표상 및 타자표상을 보다 일관성 있는 전체상으로 통합하는 것으로 본다.

## 실증적 지지

### 예비연구
장기간 전이중심심리치료 효과에 관한 초기 연구에서는, 치료 기간 동안 자살시도가 유의미하게 줄어들었다. 게다가 환자의 신체적 조건이 유의미하게 향상되었다. 연구자들이 치료 연수와 그 이전 연수를 비교하면서, 정신질환으로 인한 입원 횟수와 정신병동 입원 기간이 유의미하게 감소하였다는 사실이 확인되었다. 1년 연구에서의 중단 비율은 19.1%였으며, 이는 전문가들이  변증법적 행동치료(dialectical behavioral treatment, DBT)를 포함한 경계선 장애를 가진 개인들의 치료를 평가한 이전 연구에서의 중단 비율과도 비슷한 것이라고 언급한다.

### 전이중심심리치료 대 통상적 치료
연구 결과, 통상적 치료(treatment as usual, TAU)와 비교하였을 때, 전이중심심리치료군은 전반적인 기능상에서의 유의미한 증가뿐만 아니라, 치료 기간 동안 응급실 방문과 입원횟수가 유의미하게 감소하였음을 경험하였다.

### 전이중심심리치료 대 지역사회전문가치료
무작위 임상 실험은 104명의 경계선 환자에 대한 전이중심심리치료나 지역사회전문가치료의 결과를 비교하였다. 지역사회 심리치료에서 중단 비율은 유의미하게 높았다. 그러나 전이중심심리치료에서의 중단 비율은 38.5%였으며 이는 전문가들이 변증법적 행동치료와 도상중심치료(schema-focused therapy, SFT)와 관련된 중단 비율보다는 다소 높은 것으로 보고 있다. 전이중심심리치료군은 성격 구조, 심리사회적 기능, 자살시도 횟수에서 유의미한 향상을 경험하였다. 이 연구에서 어떤 그룹도 자해행동에서의 유의미한 변화는 없었다.

### 전이중심심리치료 대 변증법적행동치료 대 지지적 치료
치료 이전 기간과 치료기간 동안의 4개월 휴지기에서, 환자는 자살행동(suicidal behavior), 공격성(aggression), 충동성(impulsivity), 불안(anxiety), 우울(depression), 사회적응(social adjustment)과 같은 영역들(domains)에서 평가되었다. 연구 결과, 환자들은 위의 세 치료방식에 있어서 1년동안의 평가점수에서 여러 영역에서 진전을 보였다. 오로지 변증법적행동치료와 전이중심심리치료만이 자살행동에서의 진전이 있었다. 그러나 전이중심심리치료는 분노와 충동성에서의 진전이 변증법적행동치료를 앞섰다. 결국, 전이중심심리치료 참여는 전체 6개 영역 내 12개 변수 중에서 10개에서 중대한 진전이 있음을 보였고, 변증법적행동치료에서는 12개 중 5개, 지지적 치료에서는 12개 중 6개에서의 진전을 보였다.

### 전이중심심리치료 대 도상중심치료
1,2,3년 후, DSM-IV 경계선 성격장애 진단기준에서의 치료군과 네 가지 연구 결과 척도(경계선 정신병, 일반적 정신병, 삶의 질, 전이중심심리치료/도상중심치료 성격 개념)에서의 치료군에서 중대한 진전이 확인되었다. 도상중심치료 혹은 도상치료(schema therapy)는 보유율이 더욱 높다. 치료 3년 후, 도상치료 환자는 삶의 질이 더 향상되었고, 많은 도상치료 환자들은 회복되거나 제4차 경계선성격장애심각성지수(BPO Severity Index)에서의 임상적 개선(clinical improvement)을 보였다. 그러나 전이중심심리치료 셀은 자살환자가 더 많았으며, 치료간의 직접적인 비교에 의문을 던지는 것이 적었다. 대인관계, 충동성, 의사자살행동(擬似自殺行動, parasuicidal behavior)/자살행동에 있어서, 치료동맹 결성 비율(alliance ratings)이 치료중단 이후에 대부분 만들어졌지만, 도상치료군은 전이중심심리치료군보다는 유의미하게 개선되었다. 도상치료가 전이중심심리치료에 비하여 연구 중에 평가된 모든 결과 척도에 있어서 효과적이라는 것을 의미한다. 후속 연구에서도, 전이중심심리치료보다는 도상치료에서 내담자와 치료사 모두 더 높은 치료동맹 결성 비율을 보였다.

## 같이 보기
- 경계선 성격장애
- 방어기제
- 변증법적 행동치료
- 분열 (심리학)
- 심리치료
- 오토 컨버그
- 투사